# Cercedilla

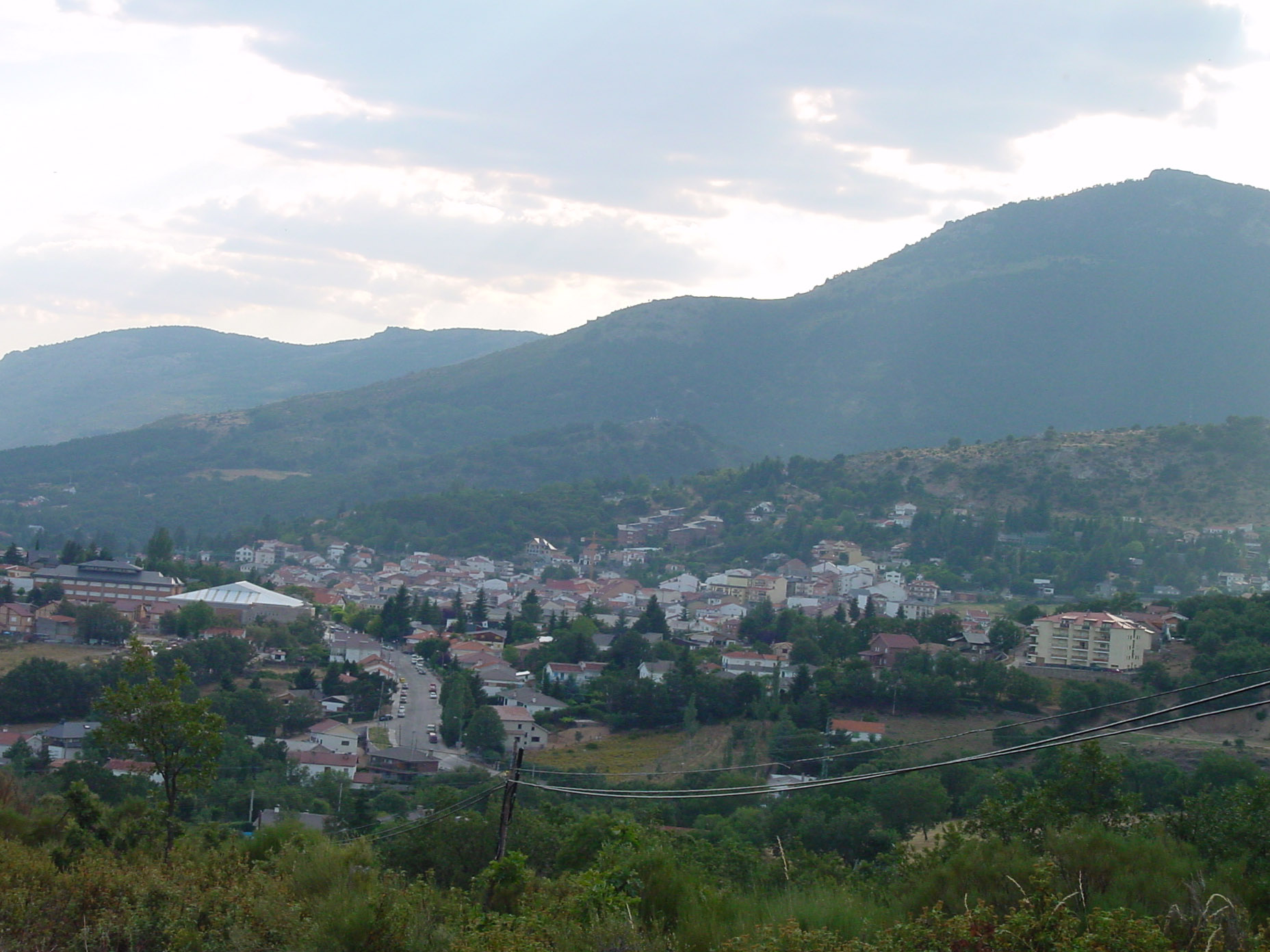

Cercedilla est une commune d’Espagne, dans la communauté autonome de Madrid.